# Gottihalli, Kolar
Gottihalli là một làng thuộc tehsil Kolar, huyện Kolar, bang Karnataka, Ấn Độ.